# Kelly Brook

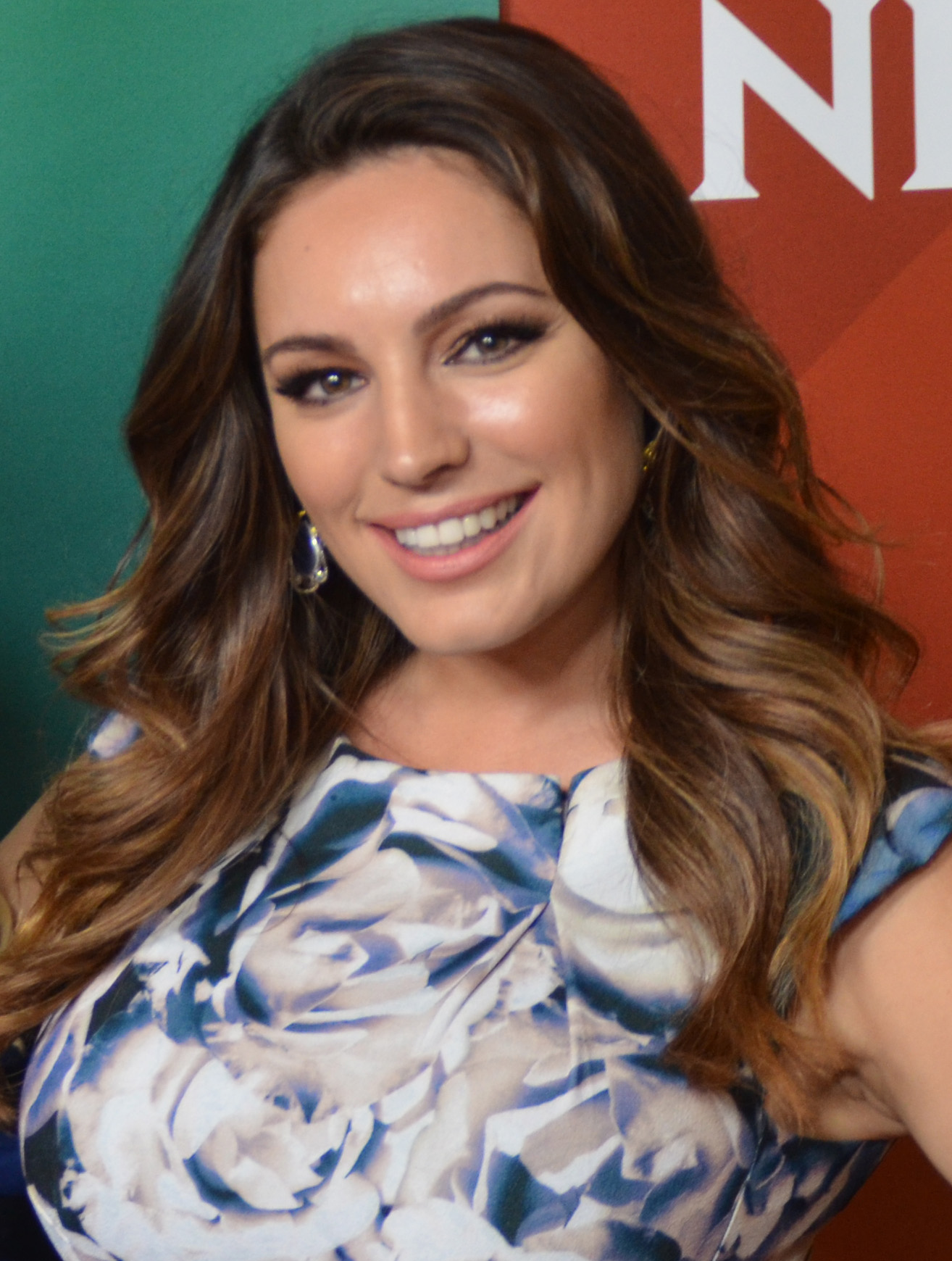
Kelly Brook in Pasadena (2015)

Kelly Brook (* 23. November 1979 in Rochester, Kent als Kelly Ann Parsons) ist eine britische Schauspielerin und Model.

## Leben und Karriere
Kelly Brook wurde als Tochter von Sandra und Kenneth Parsons geboren. Sie hat noch einen jüngeren Bruder und eine ältere Halbschwester. Ihr Vater starb 2007 im Alter von 57 Jahren in Rochester an Lungenkrebs. Sie besuchte die Thomas Aveling School in Warren Wood, Rochester. Danach studierte sie drei Jahre an der Londoner Italia Conti Academy of Theatre Arts, bevor sie Model wurde.
Brook begann ihre Karriere im Alter von 16 Jahren, nachdem sie einen Schönheitswettbewerb gewonnen hatte. Danach trat sie in Werbespots auf. Sie erschien als „Mädchen von Seite 3“ im Daily Star und war 1999 in den Magazinen GQ und FHM zu sehen.
Als Schauspielerin debütierte Brook in einer Nebenrolle im Thriller Sorted (2000). Im Horror-Streifen Ripper – Briefe aus der Hölle (2001) trat sie an der Seite von A. J. Cook und Bruce Payne auf. Im Science-Fiction-Thriller Absolon (2003) spielte sie eine größere Rolle an der Seite von Christopher Lambert und Lou Diamond Phillips. Im Soft-Erotik-Abenteuerfilm Gestrandet im Paradies (2005) spielte sie die weibliche Hauptrolle. Zudem stellte sie 2004 in dem Computerspiel Need for Speed: Underground 2 die Rolle der Nikki Morris dar.
Brook war 2005 auf Platz eins der Liste „100 Sexiest Women in the World“ der Zeitschrift FHM.

## Privatleben
Brook war bis 2004 mit dem Schauspielkollegen Jason Statham liiert, dann bis zur Trennung 2008 mit dem Schauspielkollegen Billy Zane, den sie bei den Dreharbeiten zu Gestrandet im Paradies kennenlernte, verlobt. Anschließend war sie zwei Jahre mit dem Rugby-Spieler Danny Cipriani liiert. Von 2010 bis 2013 war Thom Evans ihr Partner. Anfang des Jahres 2014 war sie mehrere Wochen lang mit dem Model David McIntosh zusammen. 
Seit 2015 ist Brook mit dem französisch-italienischen Kunstlehrer Jeremy Parisi liiert; das Paar heiratete im Juli 2022.

## Filmografie (Auswahl)
- 2000: Sorted
- 2001: Ripper – Briefe aus der Hölle (Ripper)
- 2003: Absolon
- 2003: The Italian Job – Jagd auf Millionen (The Italian Job)
- 2004: Italienische Verführung – School for Seduction (School for Seduction)
- 2005: House of 9
- 2005: Deuce Bigalow: European Gigolo
- 2005: Romy und Michele: Hollywood, wir kommen! (Romy and Michele: In the Beginning)
- 2005: Gestrandet im Paradies (Survival Island)
- 2006: Agatha Christie’s Marple (Fernsehserie, Episode 6 Die Schattenhand)
- 2007: Fishtales
- 2010: Piranha 3D
- 2010: Removal – Einfach aufgewischt! (Removal)
- 2012: Keith Lemon – Der Film (Keith Lemon: The Film)
- 2012: Schwermetall Chronicles (Métal Hurlant Chronicles, Fernsehserie, Episode 2x05 Master of Destiny)
- 2012–2013: Lemon La Vida Loca (Fernsehserie, 4 Folgen)
- 2015: One Big Happy (Fernsehserie, 6 Folgen)
- 2015: Taking Stock
- 2018: Inspector Barnaby – Eine Hochzeit und dreieinhalb Todesfälle (Midsomer Murders, Fernsehserie)
- 2018: Santet